# Arknights
Arknights (明日方舟S, Míngrì FāngzhōuP) è un videogioco cinese per Mobile sviluppato da Studio Montagne e Hypergryph. Il titolo fu pubblicato il 1º maggio 2019 in Cina e successivamente in tutto il mondo il 16 gennaio 2020, edito da Yostar. Il gioco è disponibile sulle piattaforme iOS ed Android.

## Trama
Il gioco è ambientato in una versione più futura, distopica e post-apocalittica del pianeta Terra, sulla quale esiste la magia e parte della popolazione manifesta caratteristiche fisiche tipiche degli animali o di creature mitologiche. A seguito di alcuni disastri naturali, chiamati Catastrofi, sulla Terra è apparso un minerale, l'originium, che ha due effetti: infetta le persone con una malattia, l'oripathy, e permette, o amplifica, l'utilizzo delle arts (magia). Data quest'ultima proprietà, il minerale viene anche impiegato in ambito energetico e militare. Poiché il tasso di mortalità della malattia è del 100% e possiede un'alta infettività al momento della morte, non è raro incontrare ostilità nei confronti degli infetti. La Terra, similmente a quella reale, è governata da varie forme di potere, che si sono ritrovate a formare un piano di quarantena della popolazione e contenimento della malattia su larga scala, talvolta ricorrendo anche alla violenza e frequentemente alla ghettizzazione degli infetti.
Il giocatore veste i panni del "Dottore", che soffre di amnesia dopo essersi svegliato da un sonno che gli ha provocato la perdita della memoria. Il Dottore comanda una squadra di "operatori" appartenenti alla Rhodes Island Pharmaceuticals, un'organizzazione farmaceutica dotata di squadre di supporto militare. La squadra ha il compito di cercare una cura alla malattia e al tempo stesso di sopprimere gli attacchi del movimento militare anarchico Reunion Movement, intenta a vendicare le vittime della malattia terminate e minacciate dal governo oltre che a riscuotere i diritti degli infetti.

## Modalità di gioco
Il gameplay principale è quello di un gioco tower defense e i personaggi sbloccabili (chiamati "operatori") sono le torri. Gli operatori da mischia possono essere posizionati sul terreno, gli operatori da distanza su dei piani rialzati. Gli operatori da mischia ostruiscono la via ai nemici per evitare che avanzino, mentre gli operatori da distanza si occupano, nella maggior parte dei casi, di danneggiare al sicuro i nemici o curare gli altri operatori. Gli operatori specialisti possono essere posizionati su ogni tipo di terreno e svolgono svariate funzioni. Per vincere, il giocatore deve posizionare come meglio crede gli operatori a disposizione ed evitare che i nemici possano raggiungere la propria base.
Più il giocatore progredisce con il gioco (attualmente vi sono 9 capitoli nella campagna), più modalità di gioco, operatori e risorse gli saranno ad esso disponibili, oltre che a nuovi nemici e nuove meccaniche di gioco. I livelli superati con tre stelle possono essere nuovamente battuti automaticamente senza che il giocatore faccia alcunché, dal momento che il gioco registra le mosse del giocatore e ne può replicare i movimenti.
Il gioco permette pure di personalizzare una propria base, nella quale è possibile far lavorare i propri operatori, farli riposare e potenziarli. Ciò permette ai giocatori di depositare sempre più risorse. Il gioco ha lo stesso schema e caratteristiche dei giochi free-to-play e gacha game classici, tra le quali la più notabile è l'acquisizione dei personaggi in modo casuale usando la valuta del gioco, ottenibile lungo la storia del gioco, dalle proprietà sociali, dai premi giornalieri per ogni volta che si avvia l'applicazione o dall'utilizzo della valuta reale.

### Operatori
Esistono 8 classi di operatori: Caster, Defender, Guard, Medic, Sniper, Specialist, Supporter, Vanguard, esse determinano innanzi tutto la posizione in cui può essere giocato l'operatore (caselle da corpo a corpo o caselle da attacco a distanza), il tipo di danno che infliggono alle unità avversarie (danno fisico, magico e/o puro) e quante unità possono bloccare. Le classi degli operatori sono poi suddivise in sottoclassi (o archetipi) in base ad ulteriori caratteristiche come la velocità di attacco o la priorità di attacco.

## Musica
Arknights ha una colonna sonora eclettica che attinge a una vasta gamma di generi musicali sia occidentali che asiatici. Hypergryph ha collaborato con vari gruppi musicali provenienti da diverse parti del mondo per pubblicare canzoni e video musicali relativi alla trama di Arknights. Questi includono Steve Aoki ("Last of Me"), Yellow Claw ("End Like This") e Starset ("Infected").
La canzone "Renegade", scritta da Jason Walsh ed eseguita da Substantial e X.ARI, è stata nominata come "Best Original Song - Video Game" agli Hollywood Music nei Media Awards del 2020.

## Accoglienza
Arknights è molto popolare in Cina, Paese nel quale è stato pubblicato per primo. Pocket Gamer ha evidenziato in modo positivo la longevità della storia e i costi di produzione del gioco.
Arknights è stato nominato per il "Google Play Users' Choice Game" come miglior gioco del 2020 sulla medesima piattaforma e per il "Best Science Fiction or Fantasy Mobile Game" alla nominazione premi 2020 Dragon Awards. Inoltre ha vinto un riconoscimento come Best Innovative Games of 2020.